# 新加坡数码发展及新闻部
新加坡数码发展及新闻部，缩写为MDDI，是新加坡政府的下辖部门。它主要负责信息及通信技术、媒体和设计、公共图书馆以及政府信息沟通与公共政策。

## 沿革
1959年6月5日，新加坡自治，政府任命拉惹勒南为文化部长，新加坡文化部（英語：Ministry of Culture）诞生。1980年2月1日，文化部广播署（即新加坡广播电视台）成为法定机构，即新加坡广播局。
1985年，新加坡文化部解散，新加坡通讯及新闻部（英語：Ministry of Communications and Information（MCI））建立。新加坡文化部的艺术部门被吸收进文化、社區及青年部。
1990年11月28日，新加坡通讯及新闻部的信息机构和新加坡社会发展、青年及体育部的文化机构合并成新加坡信息及艺术部（英語：Ministry of Information and the Arts (MITA)）。
1991年9月1日，新加坡艺术节基金会秘书处、新加坡文化基金会、新加坡信息及艺术部和国家剧院信托公司合并组成新加坡国家艺术理事会。
1994年10月1日，新加坡广播局改組為新加坡國際傳媒機構（下轄新加坡廣播電台機構及新加坡電視機構兩所公司），為一所在新加坡信息及艺术部掌管下的法定公司，用以提高新加坡的广播电视产业（及後再於1999年改名為新加坡傳媒機構，再於2001年改組為新傳媒私人有限公司）。
2001年11月23日，新加坡通讯及新闻官能变成新加坡信息及艺术部掌控的机构。新加坡资讯通信发展管理局成为新加坡信息及艺术部的一个下辖部门。
2003年1月1日，新加坡广播电视局、新加坡电影委员会、电影和出版部门（以前是新加坡信息及艺术部下辖部门）合并组建成新加坡媒体发展管理局。2004年8月13日，英文缩写由MITA改為MICA。
2012年11月1日，新加坡信息及艺术部更名为新加坡通讯及新闻部。
2024年5月14日，候任总理黃循財公布內閣名单、同时宣布7月8日起新加坡通讯及新闻部更名为数码发展及新闻部（Ministry of Digital Development and Information, MDDI）。

## 组织架构

### 部门
- 民情联系组

### 法定机构
- 資訊通信媒體發展局（英語：Infocomm Development Authority of Singapore; IDA）
- 国家图书馆管理局（英語：National Library Board; NLB）